# Svend Aage Jensby
Svend Aage Jensby (* 10. September 1940 in Vejlby bei Aarhus) ist ein dänischer Politiker.
Jensby gehörte vom 12. Dezember 1990 bis Februar 2005 für die Venstre dem Folketing an. In der Regierung von Anders Fogh Rasmussen war er vom 27. November 2001 bis zu seinem Rücktritt am 24. April 2004 dänischer Verteidigungsminister. Sein Nachfolger wurde Søren Gade.